# Sokočnica
Sokočnica är ett vattendrag i Bosnien och Hercegovina.   Det ligger i entiteten Republika Srpska, i den centrala delen av landet, 110 km väster om huvudstaden Sarajevo.
Omgivningarna runt Sokočnica är en mosaik av jordbruksmark och naturlig växtlighet. Runt Sokočnica är det ganska tätbefolkat, med 67 invånare per kvadratkilometer.